# 오수역
오수역(Osu station, 獒樹驛)은 전북특별자치도 임실군 오수면 대명리에 있는 전라선의 철도역이다. 정규 무궁화호는 전 열차 정차하지만 KTX, ITX-새마을 전 열차, 특별편성된 열차는 이 역을 통과한다.
옛 오수역사는 영화 광복절 특사의 배경으로도 나온 바 있다. 2004년 신역사로 이전하면서 남게 된 옛 오수역사는 철거될 위기에 놓여있었으나, 임실군 측의 요청으로 역사가 그대로 보존되어 있어 등록문화재로 지정될 예정이며, 현재 자율방범대 사무실로 사용되고 있다.
현재 역사에서 2km 떨어진 지점(옛 오수역사 뒷편)에 오수의 개를 기념하는 오수의견공원이 조성되어 있다.

## 연혁
- 1931년 10월 1일 : 임실군 둔남면 오수리 396-1(현 오수면 삼일로 56)에서 보통역으로 영업 개시
- 1951년 11월 9일 : 한국 전쟁으로 역사 소실
- 1958년 5월 23일 : 역사 신축 착공
- 1958년 7월 22일 : 역사 신축 준공
- 2004년 4월 1일 : 새마을호 정차 개시
- 2004년 7월 15일 : 새마을호 열차는 정차하지 않고 무정차 통과
- 2004년 8월 5일 : 전라선 이설로 신역사 이전
- 2006년 11월 15일 : 화물 취급 중지
- 2016년 12월 9일 : 누리로 운행개시
- 2018년 6월 30일 : 누리로 운행 종료
- 2018년 7월 1일 : 충북선 누리로 재운행으로 전라선 1501,1512열차는 무궁화호로 변경 운행 개시

## 역 구조
승강장 2면 2선의 쌍섬식 승강장으로 운용된다.

### 승강장
| ↑ 임실          |
| ４３ \| ２１ \| |
| 남원 ↓          |

| 1 | 전라선 | 사용하지 않음                                  |
| 2 | 전라선 | 남원 · 구례구 · 순천 · 여수엑스포 방면         |
| 3 | 전라선 | 용산 · 영등포 · 안양 · 수원 · 평택 · 천안 방면 |
| 4 | 전라선 | 사용하지 않음                                  |

## 인접한 역
| 전라선         | 전라선          | 전라선               |
| -------------- | --------------- | -------------------- |
| 임실 용산 방면 | 무궁화호 전라선 | 남원 여수엑스포 방면 |